# آيت سليمان (أملاكو)
آيت سليمان هي إحدى مشيخات المملكة المغربية، تتبع جغرافيا لإقليم الرشيدية وإداريًا لأملاكو. يقدر عدد سكانها بـ 8803 نسمة حسب الإحصاء الرسمي للسكان والسكنى لسنة 2004.